# Virgil Mândâcanu
Virgil Mândâcanu s-a născut la 27 iulie 1936, în comuna Mihăileni, județul Bălți , a decedat pe 6 ianuarie 2019, la vârsta de peste 82 de ani (2019) . Este doctor habilitat în științe pedagogice, profesor universitar  la Universitatea Pedagogică de Stat „Ion Creangă” din Chișinău între anii 1975-2016; membru al Senatului Universității; membru al Consiliului Științific specializat; președinte al Asociației Profesorilor din R.Moldova; șef al Laboratorului „Bazele tehnologiei și măiestriei pedagogice”; pedagog și maestru în arta de a fi Om; maestru și creator al valorilor autentice pentru idealul național; maestru-cercetător în promovarea identității naționale și de renaștere spirituală față de valorile creștin ortodoxe; scriitor; publicist foarte activ – membru al Uniunii Ziariștilor Profesioniști din România, filiala Chișinău. 
Și-a făcut studiile la facultatea de Istorie (1959-1964) a Universității de Stat din Chișinău. Mai târziu a fost doctorand (1975-1980) și postdoctorand (1982-1992) la Academia de Științe Pedagogice din Moscova. Începând cu anul 1972, Virgil Mândâcanu a colaborat cu Institutul de cercetări științifice în domeniul pedagogiei, iar mai apoi a activat ca profesor la facultatea de Istorie și Pedagogie a Institutului Pedagogic de Stat „Ion Creangă”.
Operele științifice și literare scrise de Virgil Mândâcanu sunt dedicate în totalitate conținutului pedagogic și al artei educaționale, metodelor de educație și instruire a omului în spiritul creștinismului și al culturii etnice, tehnologiilor educaționale moderne în contextul pedagogiei umaniste și al pedagogiei creștin-umaniste.  Prin intermediul creației sale Virgil Mândâcanu prezintă în mod prioritar personalitatea pedagogului în societate, care este identitatea publică cu obligațiuni și norme morale adecvate. Prin profesia de pedagog, considerată cea mai nobilă activitate socială, Domnia Sa pune accente clare pe principiul de formare a acestei meserii distinse corelată cu credința și spiritul creștin. 
Operele științifice și literare scrise de Virgil Mândâcanu (selectiv: Măiestria pedagogului (1989); Etica pedagogică (2001); Arta comportamentului moral (2004); Profesorul maestru (2009); Etica pedagogică praxiologică (2010); Pedagogul creștin (2011); Pedagogia creștin-ortodoxă (2014); Tehnica pedagogică și măiestria învățătorului (1991); Moștenirea noastră – bogăția spirituală (2001); Educație. Credință. Umanism (2007); Arta de a deveni și a fi pedagog (2016);  Ideea națională a românilor – Reîntregirea Țării (2016); Pedagogia poeziei educației (2016); 14 volume despre  „Tehnologii educaționale moderne” (1994-2015); 3 antologii pedagogice „Pedagogi români notorii și de excepție” (2014, 2015, 2016), etc.) sunt dedicate în totalitate conținutului pedagogic și artei educaționale, metodelor de educație și instruire a omului în spiritul creștinismului și al culturii etnice.  Toate sunt un exemplu viu și o acțiune pozitivă conștientă îndreptată spre un anumit scop și anume: de a trezi și dezvolta în tânăra generație și a întregului popor român dragostea și sentimentul autentic pentru idealul național; pentru cultura etnică și valorile spirituale ce sunt nucleul în dezvoltarea și prosperarea unei națiuni; pentru unitatea națională care se intersectează și comunică în mod direct cu teoria științifică și principiul de conștiință națională; pentru valorile umane ce sunt fundamentate pe credință, adevăr, educație, instruire, umanitate. 
În activitatea sa pedagogică de 60 de ani s-a condus în permanență de principiul că „talentele nu se caută și nu se găsesc, ele se formează”. Acesta ar trebui să fie crezul tuturor celora care au îmbrățișat profesia de dascăl, de formare a tinerelor caractere. „Tinerii ar fi mult mai creativi dacă ar ști ce înseamnă aceasta” spune un vestit creatolog. Prof. Virgil Mândâcanu, prin creația sa - manuale, monografii, lucrări științifice și publicistice, a explicat miilor de discipoli ce înseamnă aceasta. 
Pentru aportul considerabil, merite deosebite în muncă Domnului Virgil Mândâcanu i s-a conferit medalia „Dimitrie Cantemir” a Academiei de Științe a Moldovei, medalia „Meritul Civic” și Diploma de Onoare a Ministerului Educației al Republicii Moldova.